# Bezděčín (Stružinec)
Bezděčín (německy Besdietschin) je malá vesnice, část obce Stružinec v okrese Semily. Nachází se asi 2,5 kilometru západně od Stružince. Bezděčín leží v katastrálním území Tuhaň u Stružince o výměře 4,12 km².
V roce 2025 byla na území vsi vyhlášena vesnická památková zóna.

## Historie
První písemná zmínka o vesnici pochází z roku 1457.
V letech 1850–1950 byla vesnice součástí obce Tuhaň a od roku 1961 se stala součástí obce Stružinec.[zdroj?]

## Fotogalerie

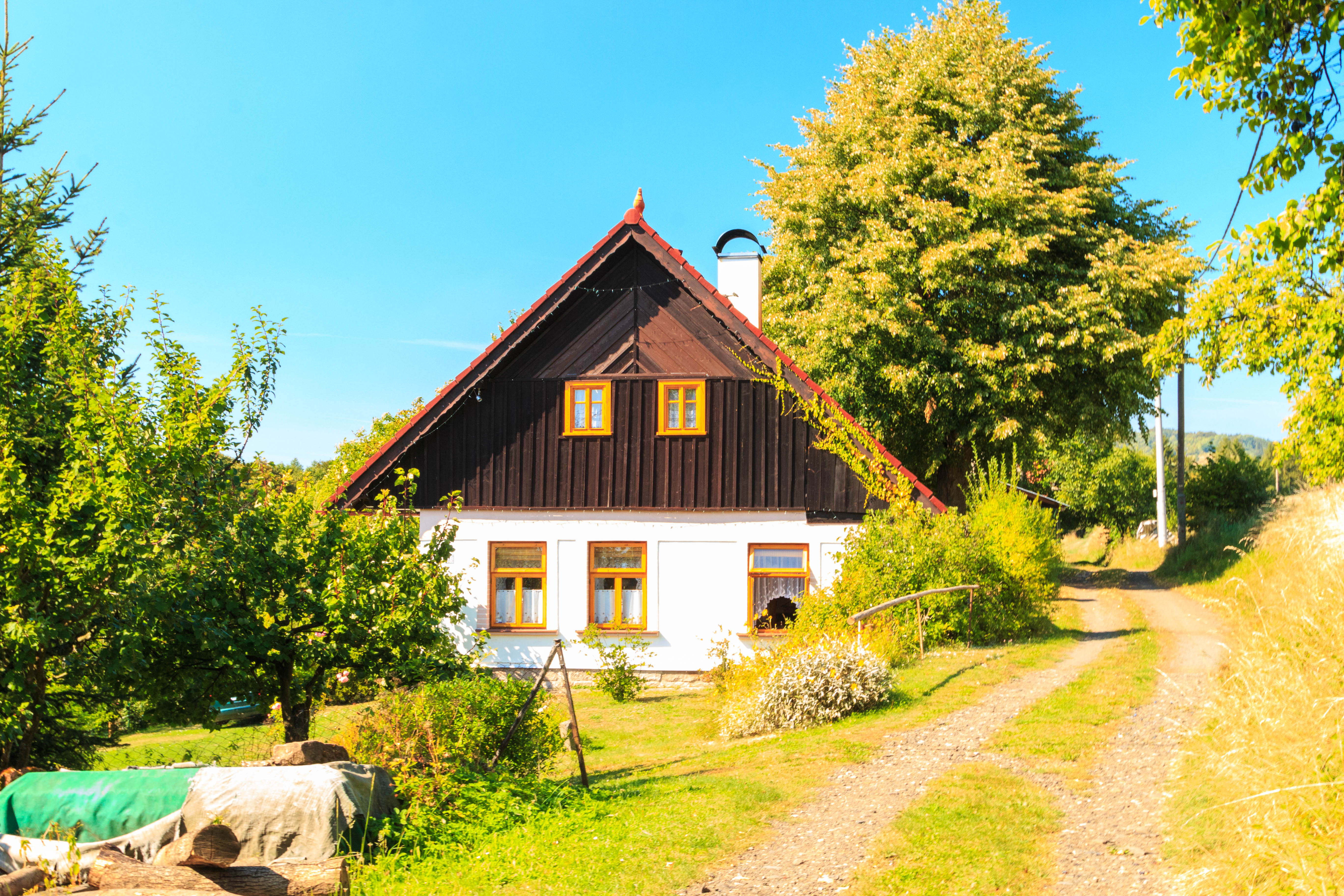
Dům čp. 9
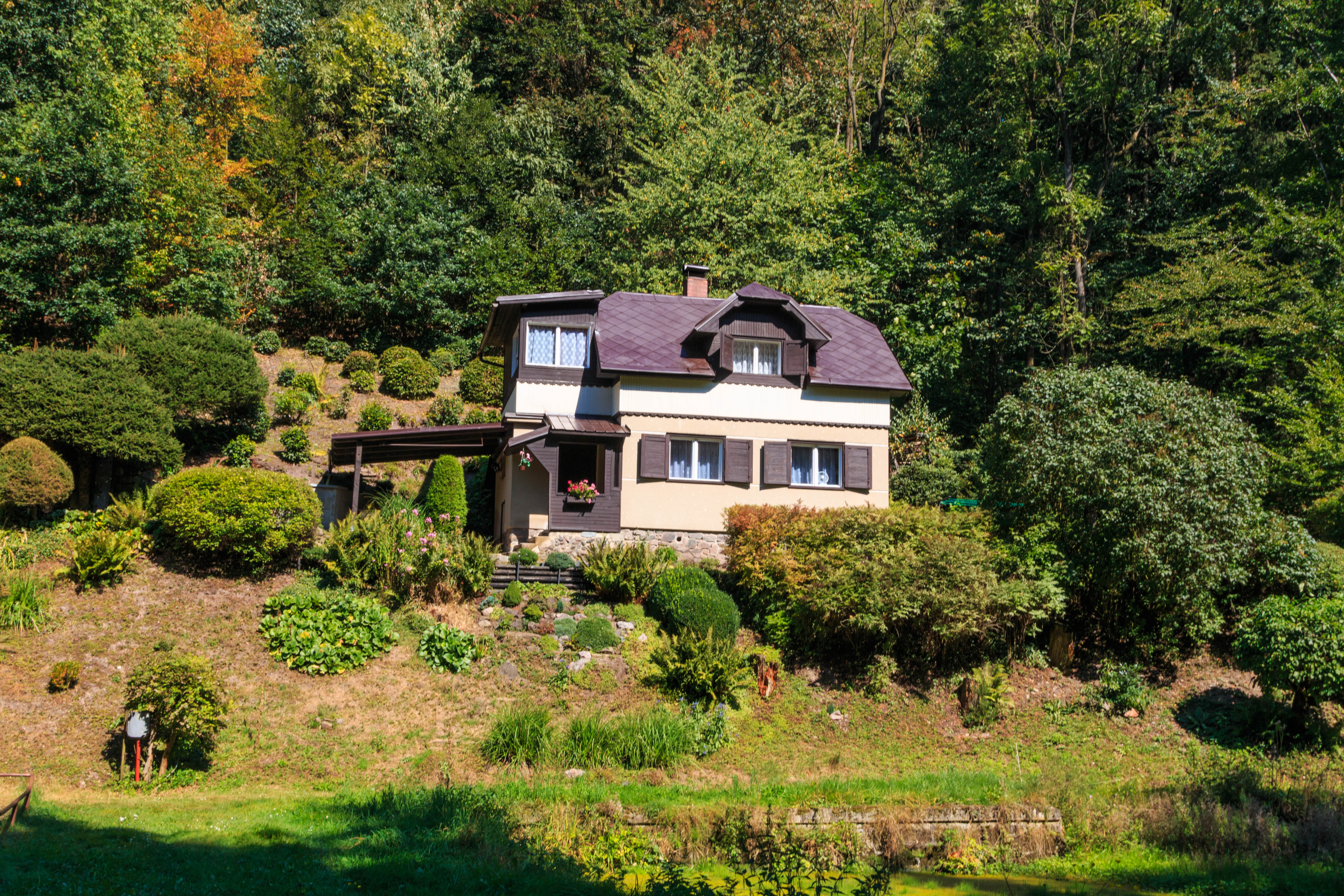
Chaty v údolí pod Bezděčínem
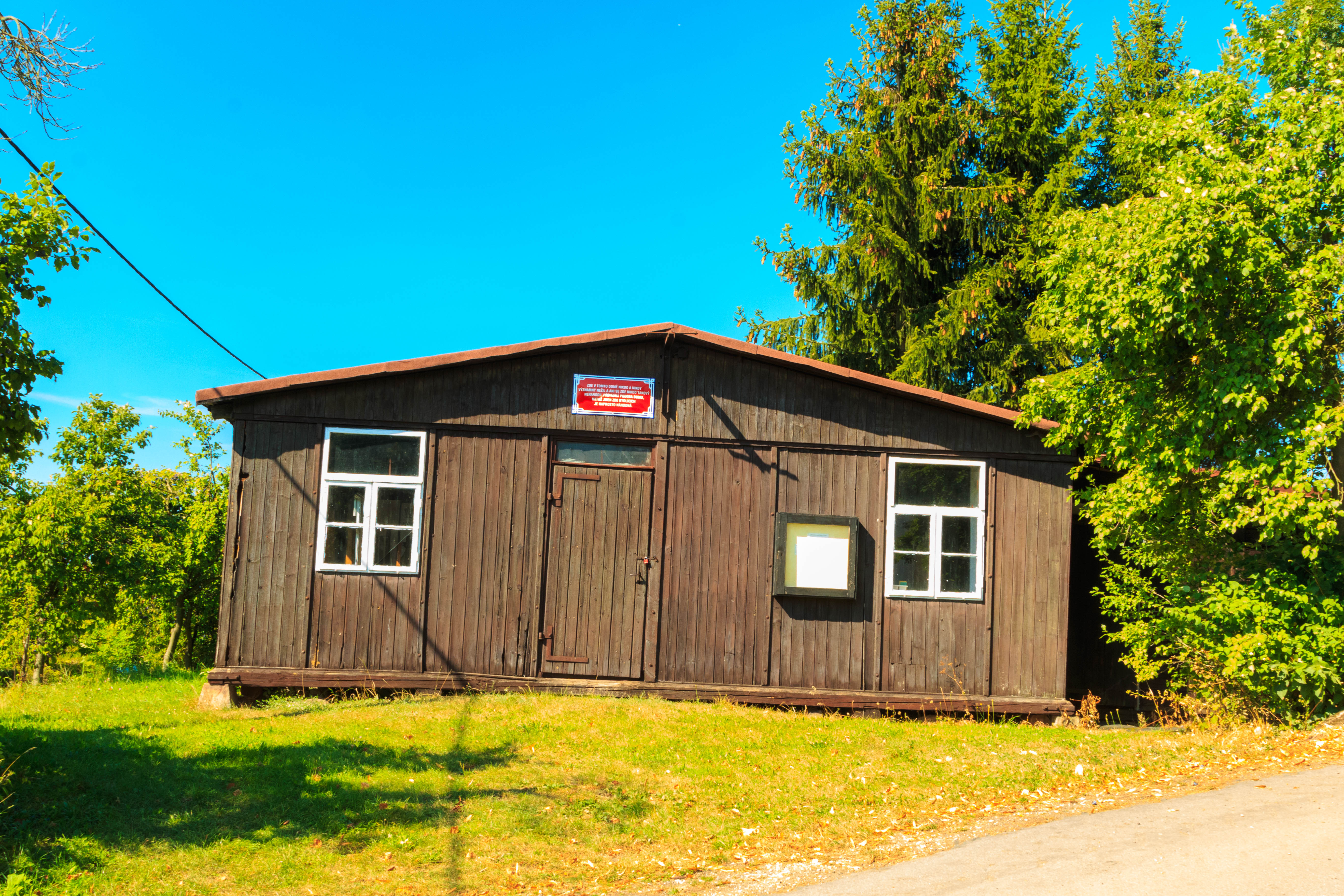
Bouda u kapličky
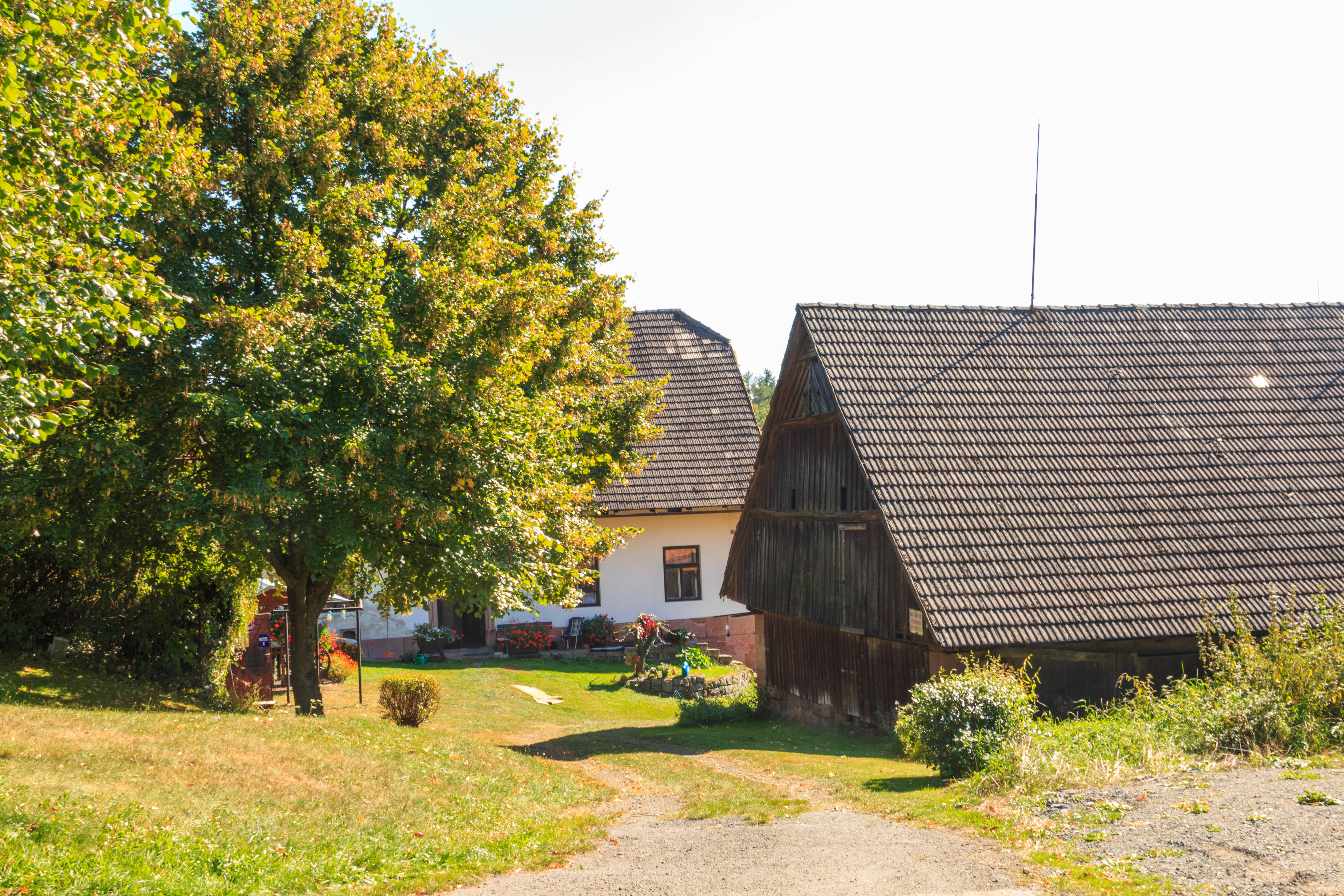
Dům čp. 1